# 讷普雷
讷普雷（法語：Neupré，法語發音：[nøpʁe]）是比利时瓦隆大区列日省列日區的一个市镇，通行法语，是比利时法语社群的一部分，人口9934人（2018年）。